# Potameia obtusifolia
Potameia obtusifolia är en lagerväxtart som beskrevs av H. van der Werff. Potameia obtusifolia ingår i släktet Potameia och familjen lagerväxter. Inga underarter finns listade i Catalogue of Life.